# Aegus milkintae
Aegus milkintae es una especie de coleóptero de la familia Lucanidae.

## Distribución geográfica
Habita en Vietnam.